# Vicuna Peak
Vicuna Peak är en bergstopp i Kanada.   Den ligger i provinsen British Columbia, i den södra delen av landet, 3 400 km väster om huvudstaden Ottawa. Toppen på Vicuna Peak är 1 629 meter över havet.
Terrängen runt Vicuna Peak är kuperad norrut, men söderut är den bergig. Trakten runt Vicuna Peak är nära nog obefolkad, med mindre än två invånare per kvadratkilometer.. Det finns inga samhällen i närheten. 
I omgivningarna runt Vicuna Peak växer i huvudsak barrskog.